# Leucopis hermanni
Leucopis hermanni är en tvåvingeart som beskrevs av Tanasijtshuk 2003. Leucopis hermanni ingår i släktet Leucopis och familjen markflugor. Inga underarter finns listade i Catalogue of Life.